# 伊勢市生涯学習センター
伊勢市生涯学習センター（いせししょうがいがくしゅうセンター）は、三重県伊勢市黒瀬町にある生涯学習施設。愛称はいせトピア。伊勢市が設置し、特定非営利活動法人まなびの広場が指定管理者として管理運営を行う。
伊勢市立図書館のコミュニティセンター分室が設置されている。

## 施設概要
鉄筋コンクリート構造一部鉄骨構造3階建ての施設である。延床面積は5336.6m2。1階のふれあい広場には毎時『さくらさくら』を奏でる掛け時計が設置されている。
館内
| 階  | 設備                                                                                   | 床面積（m2） |
| 3階 | 会議室・研修室・コンピュータ室・視聴覚室・ビデオ室                                     | 887.14       |
| 2階 | 学習室・各種団体室・女性室・調理室・プレイルーム・和室                                 | 1581.89      |
| 1階 | 絵画室・会議室・工芸室・事務室・情報コーナー・多目的ホール・ふれあい広場・リハーサル室 | 2867.57      |

- 開館時間：午前9時から午後10時まで[7]
- 休館日：奇数週月曜日・年末年始[7]

## 歴史
1994年（平成6年）4月、伊勢市教育委員会は『学びの郷整備事業（生涯学習センター構想案）』を公表、「生涯学習センター」の建設構想を示した。同構想では中央公民館の老朽化と生涯学習のニーズへの非対応や、各種情報提供と学習希望者の相談に応じられる体制づくりなどの観点から「生涯学習センター」の建設が必要であるとし、500席の多目的スペースを核に、調理室・陶芸室などの各種実技指導室、会議室等を施設内に整備することを提案した。
上記の構想は、1995年（平成7年）度と翌1996年（平成8年）度に予算化され、伊勢市生涯学習センターが1997年（平成9年）3月に総事業費約5億円をかけて黒瀬町に完成した。そして同年4月6日に開館、同日からの4月中の日曜日に能楽の集い、音楽の集い、演劇の集い、市民大学などの開館記念行事を開催した。開館後、愛称が一般公募され、1997年10月に「いせトピア」が愛称に選ばれた。開館した1997年度には48講座が開講された。
2000年（平成12年）11月1日から11月5日にかけて三重県各地で開催された第12回全国生涯学習フェスティバル「まなびピア三重2000」では、いせトピアが中心会場となった。ジョン・ギャスライトや矢崎滋が講演を行ったほか、映画会や歴史講座等が開かれ、17,000人が訪れた。
2005年（平成17年）12月に伊勢市議会は特定非営利活動法人（NPO法人）まなびの広場を指定管理者として議決、2006年（平成18年）4月より、まなびの広場が業務を行っている。まなびの広場に委任された業務は、いせトピアの貸館業務や管理業務をはじめ講座の開設、各種イベントの実施、各種ボランティアとの連絡調整・育成、図書館分室の運営などであり、伊勢市教育委員会生涯学習課が行っていた事業を全般的に指定管理者に委任されることとなった。

## 交通
- JR参宮線五十鈴ヶ丘駅より徒歩12分[9]。
- 近鉄山田線・鳥羽線宇治山田駅より三重交通バス乗車、「いせトピア」下車[9]。
- 伊勢自動車道伊勢ICより国道23号南勢バイパスを北上、「黒瀬町」交差点を左折し[9]、三重県道22号伊勢南島線に入り、案内板に従って右折。駐車場380台[9]。

## 周辺

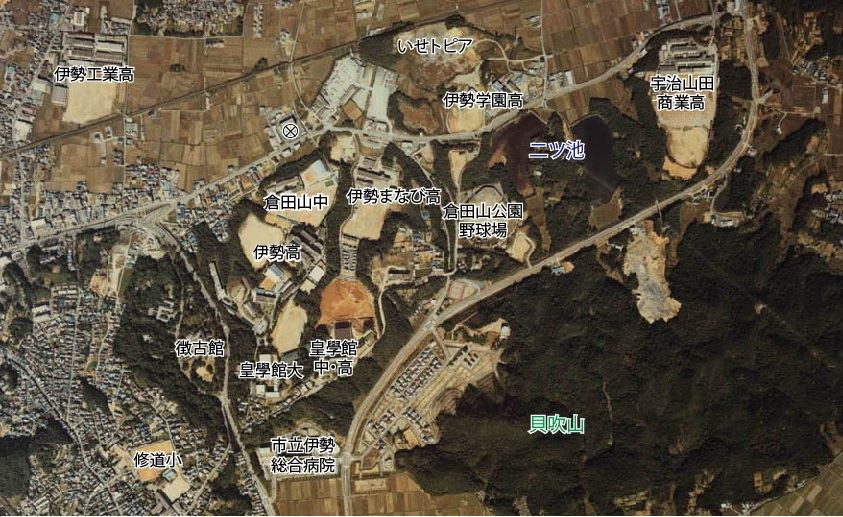
いせトピア周辺

伊勢市の文教地区である倉田山にあるため、多くの学校が集まっている。また周辺には、いせトピアを起終点とする「野口みずき金メダルロード」が整備されている。
- 伊勢学園高等学校
- マックスバリュ神田久志本店
- 伊勢市倉田山公園野球場
- 三重県立伊勢まなび高等学校
- 伊勢市立倉田山中学校
- 三重県立伊勢高等学校
- 皇學館中学校・高等学校
- 皇學館大学